# Вайснер, Джейми
Джейми Вайснер (англ. Jamie Weisner; в замужестве Скотт (англ. Scott); род. 9 августа 1994 года, Спокан, Вашингтон, США) — американо-канадская профессиональная баскетболистка, выступала в женской национальной баскетбольной ассоциации за команду «Вашингтон Мистикс». Была выбрана на драфте ВНБА 2016 года во втором раунде под общим семнадцатым номером клубом «Коннектикут Сан». Играет на позиции атакующего защитника и лёгкого форварда. А в настоящее время выступает в чемпионате Франции за клуб «Тарб Жесп Бигор».
С 2017 года Вайснер стала защищать цвета национальной сборной Канады, так как её отец был канадцем, в составе которой выиграла чемпионат Америки 2017 года в Буэнос-Айресе и стала серебряным призёром чемпионата Америки 2019 года в Сан-Хуане, а также принимала участие на чемпионате мира 2018 года в Испании, Панамериканских играх 2019 года в Лиме и чемпионате Америки 2021 года в Сан-Хуане.

## Ранние годы
Джейми Вайснер родилась 9 августа 1994 года в городе Спокан (штат Вашингтон) в семье Дарси и Холли Вайснер, у неё есть шесть братьев и сестёр, братья Бретт и Майк играли в баскетбол на студенческом уровне, училась немного южнее в городке Кларкстон в одноимённой средней школе, в которой выступала за местную баскетбольную команду.